# NGC 5415
NGC 5415 is een spiraalvormig sterrenstelsel in het sterrenbeeld Kleine Beer. Het hemelobject werd op 8 april 1886 ontdekt door de Amerikaanse astronoom Lewis A. Swift.

## Synoniemen
- ZWG 336.32
- NPM1G +70.0124
- PGC 49610